# Dschunūd asch-Schām
Die Dschunūd asch-Schām (arabisch جنود الشام, DMG Ǧunūd aš-Šām ‚Soldaten der Levante‘) sind eine islamistisch-dschihadistische Gruppe von tschetschenischen und libanesischen sunnitischen Kämpfern, die auf der Seite der Aufständischen im Syrischen Bürgerkrieg kämpft. Verbündete der Dschunūd asch-Schām sind unter anderem die Ahrar al-Scham und die Al-Nusra-Front, des Weiteren untersteht die Gruppe dem Kommando der Islamischen Front.